# Lepuix-Neuf
Lepuix-Neuf è un comune francese di 288 abitanti situato nel dipartimento del Territorio di Belfort nella regione della Borgogna-Franca Contea.

## Società

### Evoluzione demografica
Abitanti censiti